# Passiflora popenovii
Passiflora popenovii là một loài thực vật có hoa trong họ Lạc tiên. Loài này được Ellsworth Paine Killip mô tả khoa học đầu tiên năm 1922.